# Teoremes de la singularitat Penrose-Hawking
Els teoremes de la singularitat Penrose-Hawking són un conjunt de resultats en relativitat general que intenten respondre la pregunta sobre quan la gravetat produeix singularitats.

## Història
A causa de l'exòtica natura dels forats negres, és natural preguntar-se si aquesta mena d'objectes podrien realment existir o si són meres solucions extremes de les equacions d'Einstein. El mateix físic alemany creia erròniament que els forats negres no es podrien formar, ja que suposava que el moment angular de les partícules col·lapsant-se n'estabilitzaria el moviment en algun radi. Això va portar la comunitat de científics que estudiava la relativitat general a descartar tots els resultats que indicaven el contrari durant diverses dècades.
Però una minoria de relativistes continuava creient que els forats negres eres objectes físics i, cap al final dels anys 60, havien persuadit la majoria d'investigadors de camp que no hi havia obstacle per a la formació d'un horitzó d'esdeveniments.
Roger Penrose va provar que un cop es forma un horitzó d'esdeveniments, s'hi crearà una singularitat en algun punt interior. Més tard, Stephen Hawking va demostrar que moltes solucions cosmològiques que descriuen el big-bang tenen singularitats, en absència de camps escalars o altres elements exòtics (vegeu els teoremes de la singularitat Penrose-Hawking). La solució de Kerr, el teorema de la calvície i les lleis de la termodinàmica dels forats negres varen mostrar que les propietats físiques dels forats negres eren simples i comprensibles, cosa que els convertia en temes respectables de recerca. El procés de formació primari dels forats negres s'espera que sigui el col·lapse gravitatori d'objectes pesants com els estels, però també hi ha processos més exòtics que poden conduir a l'aparició de forats negres.

### Col·lapse gravitatori
Article principal: Col·lapse gravitatori
El col·lapse gravitatori s'esdevé quan la pressió interna d'un objecte és insuficient per aguantar la mateixa gravetat. Normalment, en els estels això passa perquè li queda massa poc "combustible" per a poder mantenir la temperatura o perquè un estel fins al moment estable rep una gran quantitat de matèria externa que no n'eleva la temperatura. En qualsevol cas, la temperatura de l'estel no és prou potent com per a evitar-ne el col·lapse sobre el seu propi pes.
El col·lapse pot ser aturat per la pressió de degeneració dels materials que formen l'estel, els quals es condensen en un estat exòtic més dens. El resultat n'és un dels diversos tipus d'estels compactes. El tipus d'estel compacte que es forma depèn de la massa del romanent, és a dir, de la massa que resta després del col·lapse o després que amb una explosió de supernova s'hagin expulsat els materials de les capes externes, formant una nebulosa planetària. Aquests poden tenir substancialment menys massa que els estels originals, ja que els romanents que sobrepassen les 5 masses solars són produïts per estels que tenien més de 20 masses solars abans del col·lapse.